# 香港中學教育
香港中學教育自2009年三三四高中教育改革起以六年學制為主，初中及高中各三年；並於中六時報考香港中學文憑考試，繼而升讀本地資助大學。

## 歷史
香港中學教育過去一直都採用英式學制，學生修讀五年中學，並沒有正式的初中、高中之分（但在課程大綱中則仍分為中一至中三及中四至中五兩個階段）。到1970年代預科教育開始普及，不少學校都開始開設預科課程：
- 中文中學設一年中六課程，為升讀香港中文大學的先修課程；
- 英文中學設兩年中六課程，稱為“初六”（Lower 6）及“高六”（Upper 6），為升讀香港大學的先修課程，後期改稱“中六”及“中七”。

因此，香港的学生其实要在中学毕业时就决定日后升读的大学。
到了1980年代，香港中文大學學制由四年改為三年，所有預科統一為兩年。1990年代後期，由於大學學位擴充，政府要增加預科學位，於是首先開辦了第一家預科中學。其後到了2000年代中期，為響應最新的教育改革，政府鼓勵現有收生不足的中學改制成為高中學校，以為學生提供高中學位，及預備“三三四學制”的發展。「三三四學制」指的是三年初中、三年高中及四年大學課程。

## 分類

### 資助類型
根據香港教育局的分類，按其營運資金及辦學團體，香港的中學共分為以下多種：
1. 官立中學（Government Secondary Schools）
2. 資助中學（Aided Secondary Schools） 
  - 部分歷史較悠久的資助學校法律上稱為補助學校（Grant Schools）[1]
  - 其餘則為津貼中學（Subsidized Secondary Schools）[2]
3. 直接資助計劃中學（Direct Subsidy Scheme Secondary Schools，簡稱直資中學）
4. 按額津貼中學（Caput Secondary Schools）
5. 私立中學（Private Secondary Schools，可再細分為日校和夜校）
6. 私立獨立學校計劃學校（Private Independent School Scheme Schools）

官立中學辦學團體為香港政府，其餘均為社會團體或私人機構。
現時香港的夜中學都是私立，屬於第六類。
根據私立獨立學校計劃營辦的學校不會獲得政府提供經常資助，但可獲政府以象徵式地價批地，以及提供一筆過工程設備津貼，目的在促進優質私立學校的發展。條件是學校最少70%的學生是香港永久居民，提供完整的本地課程，以及是非牟利私立學校。（教育統籌局通告第6/2006 號）

### 課程類型
香港中學教育過去大約可分為文法中學、工業中學及職業先修中學三類，
- 文法中學：主要提供傳統的課程，以參加升學為主要目的公開考試（主要為升讀預科及高等教育相關的考試）為主要目的，為香港教育制度的主流學校，而也可以細分為數類。
  - 全日制文法中學：提供各年級日間全日制課程的文法中學，大部分香港的中學都是這一類型。
  - 預科學校：只設有預科課程，為應付香港高級程度會考（和舊制下的香港高等程度會考）的全日制學校。
  - 補習學校：只提供中五至中七，主要以應付公開考試為目的的私立學校，一般而言沒有獨立校舍等設備（可能租用部分商用設施作校舍）。
  - 夜校：主要是提供予在職人士的夜間課程，雖然一般都主要提供高中級別的課程，但也有少部分提供初中教育的夜中學。
- 工業中學：提供傳統的課程以外，也提供職業技能的訓練，和文法中學一樣，大部分學生也會參加公開考試。早期的工業中學不會開辦預科，甚至高中課程。
- 職業先修學校：主要以實務科目代替傳統科目，以給予部分不適合文法中學教育的學生提供職前訓練等的學校。

高中課程
高中一至高中三
- 香港中學文憑考試甲類高中科目(DSE)
- 香港中學文憑考試乙類應用學習課程(Applied Learning, ApL)[3]
- 香港中學文憑考試丙類其他語言科目[4]

- 應用教育文憑(Diploma of Applied Education, DAE)，前稱「毅進文憑」
- 職業訓練局青年學院職專證書(CVE)
- 職業訓練局青年學院職專文憑(DVE)，前稱「中專教育文憑」[5]
- 職業訓練局青年學院（國際課程）三年制「職專國際課程」（Vocational Baccalaureate, VB, 課程設計參照英國BTEC（Business and Technology Education Council）第三級延伸文憑課程（Level 3 Extended Diploma）及「英國國際普通中學教育文憑考試」（IGCSE）)[6]
- 教育局指定夜間成人教育課程